# ベネズエラの都市の一覧

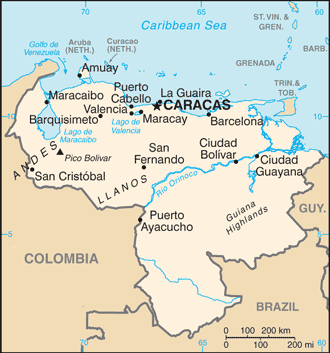
ベネズエラの地図

ベネズエラの都市の一覧。
首都はカラカス。最大都市はマラカイボ。

## 人口上位10都市(2016年)
| 順位 | 都市         | スペイン語     | 人口(2016年) | 州             |
| ---- | ------------ | -------------- | ------------ | -------------- |
| 1.   | マラカイボ   | Maracaibo      | 2,165,400    | スリア州       |
| 2.   | カラカス     | Caracas        | 2,082,700    | 首都地区       |
| 3.   | バレンシア   | Valencia       | 1,541,700    | カラボボ州     |
| 4.   | バルキシメト | Barquisimeto   | 1,060,400    | ララ州         |
| 5.   | グアヤナ     | Ciudad Guayana | 851,300      | ボリバル州     |
| 6.   | マトゥリン   | Maturín        | 490,100      | モナガス州     |
| 7.   | マラカイ     | Maracay        | 453,100      | アラグア州     |
| 8.   | バルセロナ   | Barcelona      | 436,800      | アンソアテギ州 |
| 9.   | ペタレ       | Petare         | 432,100      | ミランダ州     |
| 10.  | ボリバル     | Ciudad Bolívar | 405,200      | ボリバル州     |

## その他の都市
- アカリグア
- アセベド
- アラグイタ
- アンドレスベジョ
- アンブロシオ・プラサ
- イゲローテ
- インデペンデンシア
- ウルダネタ
- エヒード
- エルアティジョ
- エルグアポ
- カウカグア
- カティア・ラ・マール
- カパジャ
- カラボソ
- カリサル
- カレネロ
- グアイカイプロ
- グアティレ
- グアナレ
- グアレナス
- クピラ
- クマナ
- クリエペ
- クリストバル・ロハス
- サモラ
- サン・アントニオ・デ・ロス・アルトス
- サン・カルロス
- サン・カルロス・デ・リオ・ネグロ
- サン・クリストバル
- サンタ・テレサ・デル・トゥイ
- サンタ・ルシア
- サン・フアン・デ・ロス・モロス
- サン・フェリペ
- サン・フェルナンド・デ・アプレ
- サン・フランシスコ・デ・ヤレ
- サン・ペドロ
- シモン・ボリバル
- スクレ
- タカタ
- チャカオ
- チャラジャベ
- チュパキレ
- パエス
- パス・カスティジョ
- パナキレ
- パラコトス
- バリナス
- バルタ
- プエルト・アヤクーチョ
- ブリオン
- ブロス
- ペドロ・グアル
- ポルラマル
- マンポラル
- メリダ
- ラ・アスンシオン
- ラ・グアイラ
- ラベガ
- ランデル
- リベルタドル
- ロス・サリアス
- ロス・テケス